# زنان کوچک (فیلم ۱۹۴۹)
زنان کوچک (انگلیسی: Little Women) فیلمی در ژانر رمانتیک و درام به کارگردانی مروین لیروی است که در سال ۱۹۴۹ منتشر شد.

## بازیگران
- الیزابت تیلور
- جون الیسون
- جنت لی
- مارگارت اوبرایان
- مری آستور
- پیتر لافورد
- لوسیل واتسون
- الیزابت پترسون
- لیون امس
- الن کوربی
- هری دونپورت
- اولین هولند
- ریچارد وایلر